# Blonde (альбом)
Blonde — шестой студийный альбом французской певицы Alizée, который вышел 23 июня 2014 года.
Первый сингл Blonde был выпущен 18 марта 2014. Альбом вышел спустя год и три месяца после пятой пластинки 5. Это случилось благодаря успеху Alizée в шоу «Танцы со звездами» (фр. Danse avec les Stars), четвёртый сезон которого она выиграла.

## Работа над альбомом
Работа над шестым альбомом началась осенью 2013 года, когда стало ясно, что Alizée получила огромный успех в передаче «Танцы со звездами». Первым намекнул на альбом Жереми Парер, французский журналист Télé 7 jours. 31 октября он опубликовал в Твиттере сообщение о том, что Alizée работает над новой пластинкой.
Alizée объявила, что её следующий альбом выйдет весной 2014. Также в социальных сетях она опубликовала свое фото из студии звукозаписи. Однако из-за загруженного графика это был единственный случай, когда упомянули о работе над альбомом. Alizée должна была принять участие в турне «Танцы со звездами», которое проходило по всей Франции и длилось два месяца.
12 марта 2014 в средствах массовой информации появилась обложка первого сингла. Альбом ещё был в процессе разработки. Два дня спустя компания Sony Music Entertainment подтвердила, что первый сингл выйдет 18 марта 2014 года.
17 марта сообщили имена авторов, которые работают над альбомом. В списке значились Лоран Конра, Льонель Флоренс, Зази, Пьер Грийе и Паскаль Обиспо.
Осенью 2013 года появилась информация, что альбом состоит из каверов. Этот слух певица опровергла. Предполагали, что на новой пластинке будут присутствовать песни на японском. Позже Alizée объяснила, что она, возможно, поедет в Японию, чтобы записать саундтрек для мультипликационного фильма.

## Турне
15 мая Alizée объявила, что Blonde Tour стартует 30 октября в Марселе. 25 ноября она должна вернуться в концертный зал Олимпия, который находится в Париже. Там 11 лет назад, 26 августа 2003 года, начался тур Alizée En Concert.
В конце концов, новое турне отменили по причине низких продаж.

## Синглы
Blonde — лид-сингл одноименного альбома. Песня была написана Паскалем Обиспо, композитором выступил Лорен Конра. Многие заметили, что обложка сингла сильно схожа с фотографией Бритни Спирс для альбома «Femme Fatale», который американская певица выпустила в 2011 году.
Alcaline — второй сингл. Был впервые представлен на сцене Kiss FM Live 2014. Его выпустили в июне 2014 года.